# 新竹果菜市場
新竹農產運銷股份有限公司（英語：HsinChu Agricultural Products Marketing，簡稱：新竹果菜市場）肉品市場為日治時期開設於護城河旁（農田水利會舊址）營業，目前，是桃竹苗最大的蔬果批發中心，在新竹市經國路，由於消費人口逐年增加，果菜供銷量亦隨人口之變遷，而大幅劇增，估計消費人口已逾百萬人以上，原有交易市場及公共設施早已不敷業務需要，運銷功能無法發揮，乃於民國八十年十月四日遷至現址營運(第四代建築)   
全台蔬果批發中心等級:第一級

## 外部連結
- 新竹農產運銷股份有限公司 （页面存档备份，存于）
- 台灣公司資料